# ویلاکویل (ماساچوست)
ویلاکویل، ماساچوست (انگلیسی: Wheelockville, Massachusetts) روستایی در ماساچوست ایالات متحده آمریکاست.

## نگارخانه

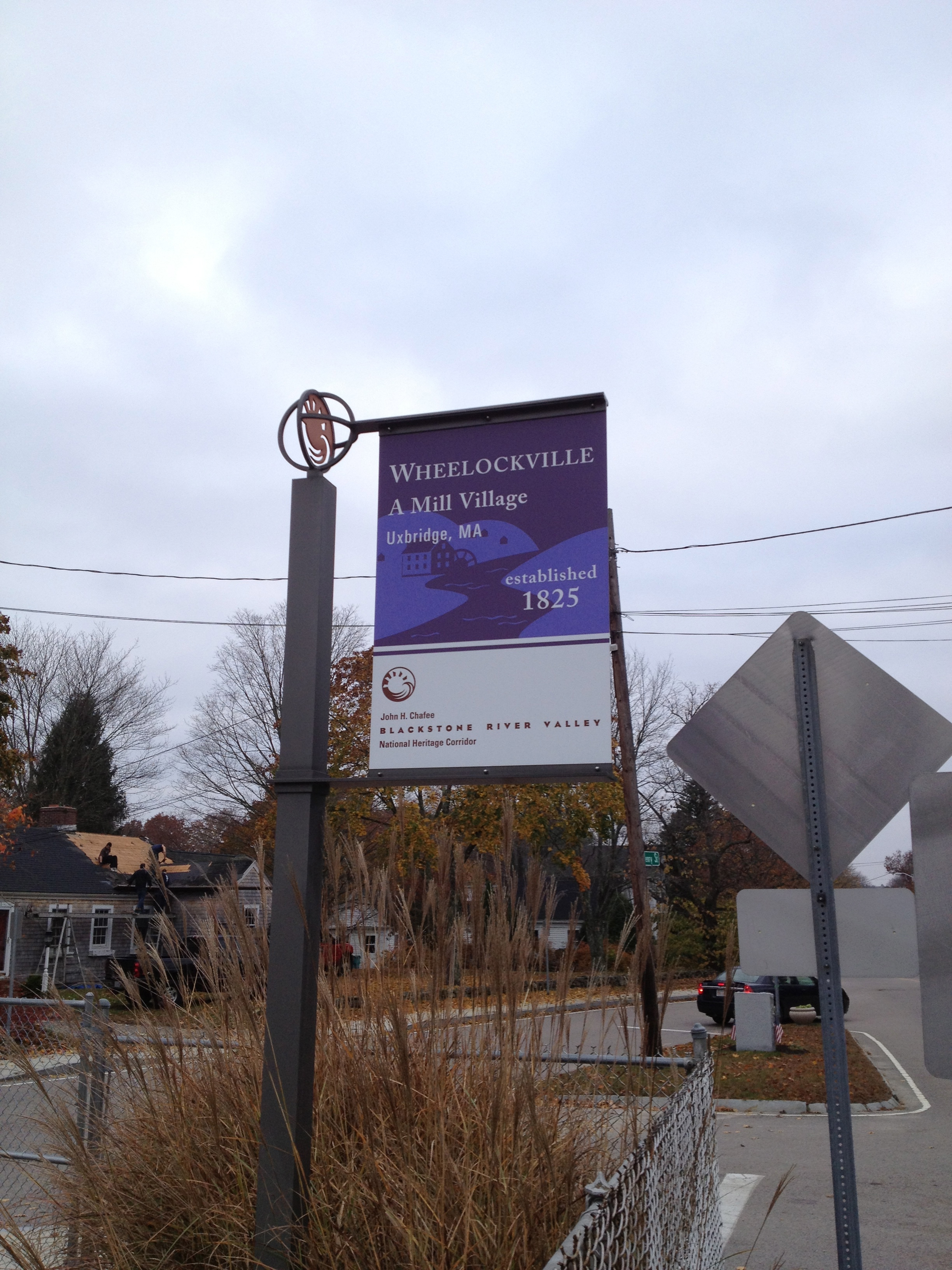
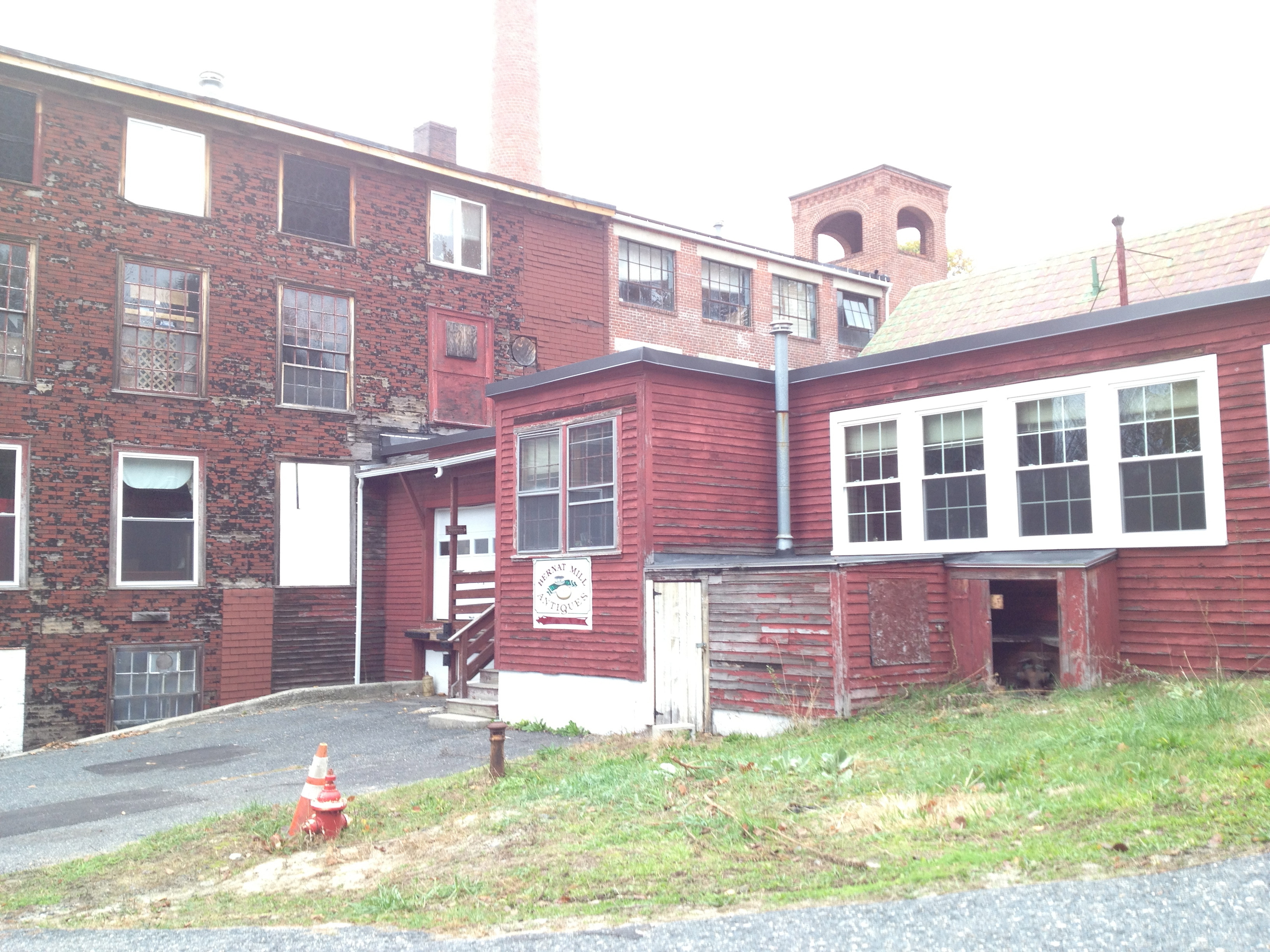
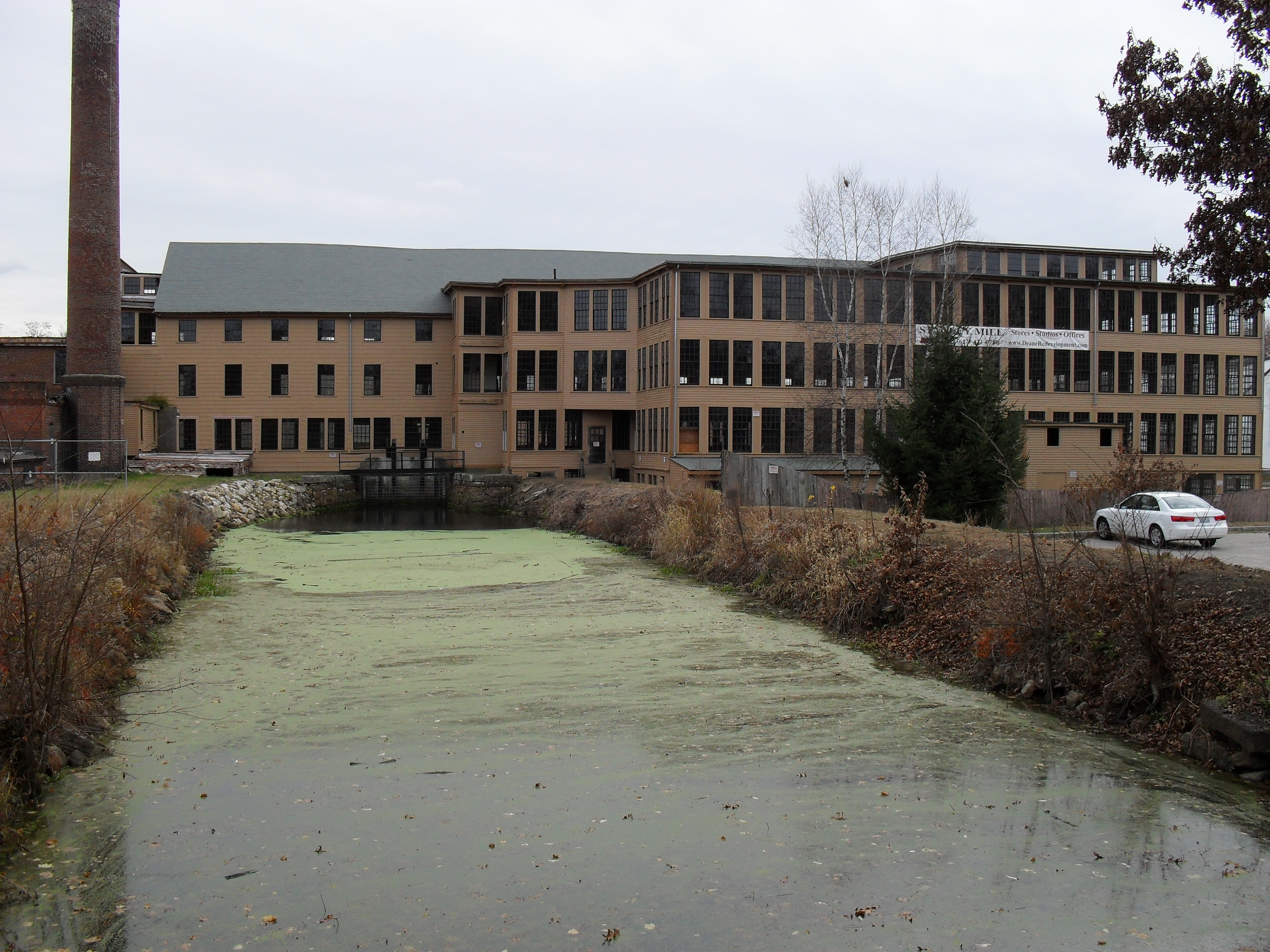
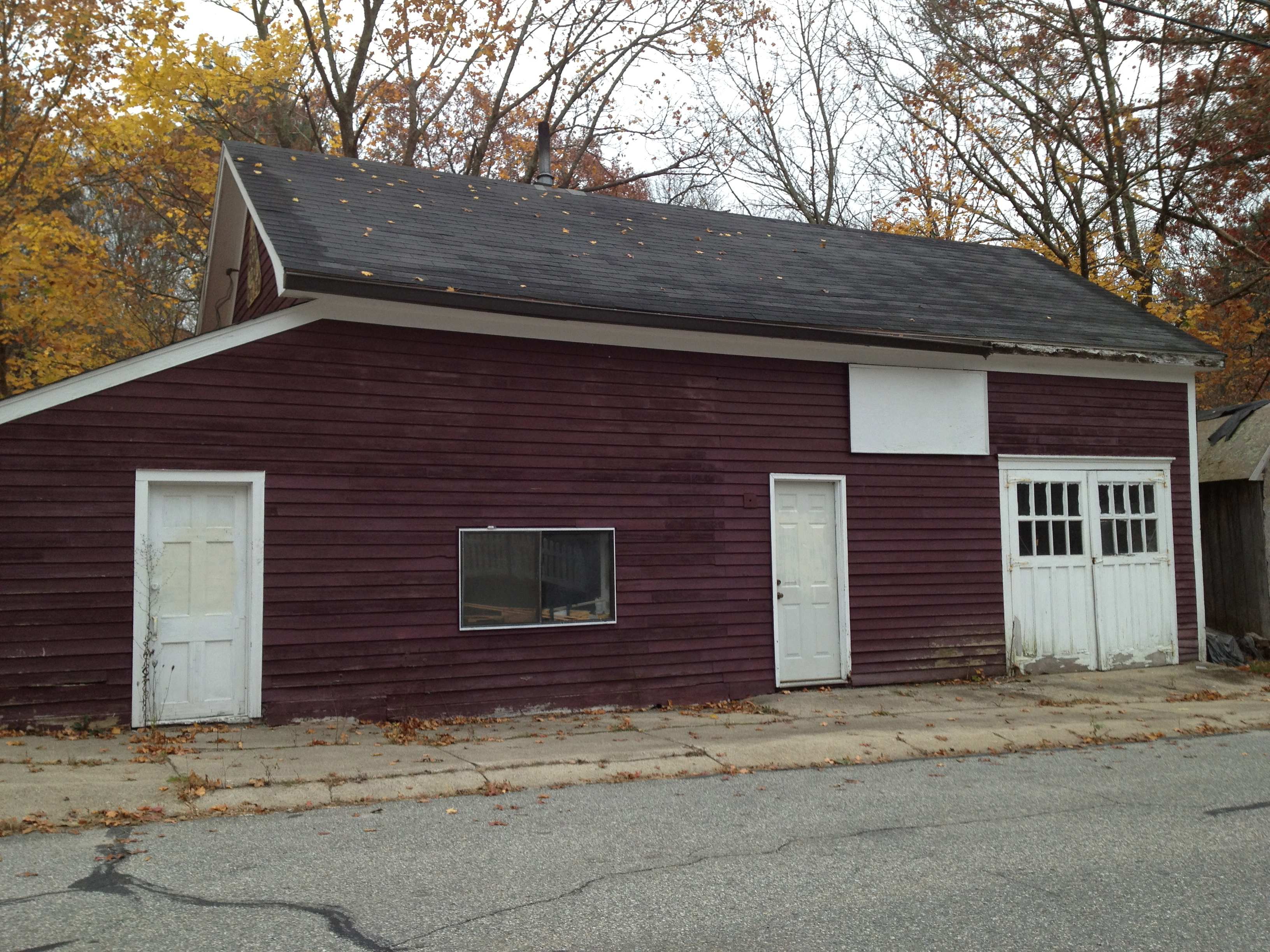